# 환전 (후한)
환전(桓典, ? ~ 201년)은 후한 말기의 관료로, 자는 공아(公雅)이며 패국 용강현(龍亢縣) 사람이다. 태상 환영의 후손으로, 조부 환언은 태부를 지냈다.

## 생애
열두 살에 부모를 여의고, 숙모를 친부모처럼 섬겼다. 영천에서 《상서》를 가르쳐 문하생 수백 명을 두었고, 이후 효렴으로 천거되어 낭(郞)이 되었다.
패상 왕길(王吉)이 죄를 지어 주살되었을 때 아무도 시신을 거두려는 자가 없었으나, 환전은 돌아와서 장사 지내고 삼 년간 복상하였다. 또 봉분을 쌓고 사당을 세워 예를 다하고 돌아갔다.
이후 사도 원외에게 벽소되었고, 능력을 인정받아 시어사(侍御史)가 되었다. 이때 환관들이 정사를 농단하고 있었으나 환전은 일을 거리낌없이 하고 또 항상 총마(驄馬)를 타고 다니니, 서울에서는 그를 경외하여 이렇게 말하였다.
| “ | 가던 길을 멈추고, 총마 탄 어사를 피하여라. | ” |

황건적이 봉기하였을 때(황건의 난) 군공을 세웠으나, 이미 환관의 눈밖에 났기 때문에 상을 받지 못하였다. 결국 어사로 있은 지 7년만에 낭으로 전출되었다.
영제가 붕어하고, 대장군 하진이 정권을 잡았다. 환전은 하진과 함께 환관 축출을 모의하였고, 이후 평진도위(平津都尉)·구순령(鉤盾令)·우림중랑장(羽林中郞將)을 역임하였다.
헌제가 즉위한 후, 삼공들은 하나같이 환전이 예전에 하진과 함께 일을 모의하였음을 이야기하고는 그 충의를 칭송하였다. 곧 헌제는 조서를 내려 환전의 집안 사람 한 명을 낭으로 삼았고, 환전에게 20만 전을 하사하였다.
조정이 장안으로 천도하였을 때 환전 또한 따랐고, 어사중승(御史中丞)에 임명되고 관내후에 봉해졌다. 허(許)로 천도한 후에는 광록훈에 임명되었고, 재임 중 죽었다.

## 출전
- 범엽, 《후한서》 권37 환영정홍열전

| 전임 등연 | 후한의 광록훈 196년 ~ 201년 | 후임 치려 |